# Jikradia uniseta
Jikradia uniseta är en insektsart som beskrevs av Nielson 1979. Jikradia uniseta ingår i släktet Jikradia och familjen dvärgstritar. Inga underarter finns listade i Catalogue of Life.